# Sălcuța (okręg Bistrița-Năsăud)
Sălcuța – wieś w Rumunii, w okręgu Bistrița-Năsăud, w gminie Sânmihaiu de Câmpie. W 2011 roku liczyła 115 mieszkańców.